# قلعة صفا
قلعة صفا (بالفارسية: قلعه صفا) هي مستوطنة تقع في Khabushan District في إيران. يقدر عدد سكانها بـ 291 نسمة بحسب إحصاء 2016.